# Сокольники-Нові
Сокольники-Нові (пол. Sokolniki Nowe) — село в Польщі, у гміні Бабошево Плонського повіту Мазовецького воєводства.
Населення — 130 осіб (2011).
У 1975-1998 роках село належало до Цехановського воєводства.

## Демографія
Демографічна структура станом на 31 березня 2011 року:
|          | Загалом | Допрацездатний вік | Працездатний вік | Постпрацездатний вік |
| -------- | ------- | ------------------ | ---------------- | -------------------- |
| Чоловіки | 58      | 12                 | 39               | 7                    |
| Жінки    | 72      | 18                 | 46               | 8                    |
| Разом    | 130     | 30                 | 85               | 15                   |